# AusZeiten
ausZeiten ist ein feministisches Archiv, das 1995 aus der neue Frauen- und Lesbenbewegung gegründet wurde. Träger ist der Verein ausZeiten – Bildung, Information, Forschung und Kommunikation für Frauen e.V. ausZeiten ist eines von zwei feministischen Archiven in Bochum.

## Sammlung
Der Sammlungsschwerpunkt von ausZeiten liegt in Materialien der Neuen Frauen- und Lesbenbewegungen aus Bochum und dem Ruhrgebiet. Auch aktuelle Materialien werden laufend in den Bestand aufgenommen. Neben Büchern, Zeitschriften, Broschüren, und Zeitungsausschnitten werden auch Plakate, Videos, bzw. DVDs und Tondokumente gesammelt, ebenso Kalender, graue Literatur, sowie Nachlässe von Gruppen und einzelnen Frauen.
Im Zeitungsausschnittarchiv finden sich mehrere Hunderttausend Artikel aus der Westdeutschen Allgemeinen Zeitung, der Frankfurter Rundschau, der Süddeutschen Zeitung, der taz, der Jüdischen Allgemeinen, der Stuttgarter Zeitung, der Zeit, aus Jungle World und regionalen Kulturzeitschriften. Die Artikel sind alle systematisiert und chronologisiert. Die Bestände des Zeitschriftenarchivs und der Broschürensammlung reichen bis in die 1970er Jahre zurück. Die über 1000 Titel feministischer, Frauen- und Lesbenzeitschriften sind in einer Datenbank erfasst. Der Buchbestand hat die Schwerpunktbereiche Lesbenliteratur, siebziger Jahre Literatur, regionale Frauengeschichte und Ruhrgebiet, Geschichte der Frauen- und Lesbenbewegung, DDR-Frauenbewegung, Nationalsozialismus, Internationale Frauenbewegung, Frauen und Behinderungen, Schwarze Frauen, Filmliteratur, sowie Frauen- und Lesbenkalender. Die etwa 3000 Titel des Videoarchivs (Dokumentar- und Spielfilme) können nicht entliehen, sondern nur vor Ort recherchiert werden. Die über 2000 Plakate aus dem Bestand des Plakatarchivs hingegen können auf Anfrage entliehen werden. Darüber hinaus hat ausZeiten ca. 30 Nachlässe von Frauen- und Lesbengruppen sowie von einzelnen Frauen archiviert.

## Aktivitäten und Projekte (Auswahl)
Für die Sammlung der Archivmaterialien zum Thema Lesben und Sport schuf ausZeiten eine eigene Webseite. 2017 wurde der Frauenstadtplan Bochum entwickelt, der online über das Geoportal Bochum abrufbar ist.
In Kooperation mit der Volkshochschule Bochum führt ausZeiten Videofilmreihen, regelmäßige Stadtrundgänge sowie weitere Veranstaltungen durch. Das Archiv organisierte drei Ausstellungen im Bochumer Zentrum für Stadtgeschichte zum Thema der autonomen Frauenbewegungsgeschichte. Weitere Ausstellungen wurde z. B. zu den Themen Frauen im Nationalsozialismus und Frauen gegen Krieg gegen Frauen konzipiert.
ausZeiten entwickelte gemeinsam mit dem Wiener Archiv Stichwort ein an Memory angelehntes Femory-Spiel.

## Auszeichnungen
2024 wurde die Archivarin von ausZeiten, Rita Kronauer, für die Aufarbeitung und Bewahrung der Frauen- und Lesbengeschichten in dem Archiv mit dem Preis der Stiftung Aufmüpfige Frauen geehrt.